# Sadalsuud
Sadalsuud (beta Aquarii) is de helderste ster in het sterrenbeeld Waterman (Aquarius).
De ster staat ook bekend als Sadalsud, Sad es Saud, Sadalsund en Saad el Sund.